# Il suonatore di danze scozzesi
Il suonatore di danze scozzesi (titolo originale in lingua inglese: The Fiddler of the Reels) è un racconto di Thomas Hardy pubblicato nel 1893.

## Trama
Nel piccolo villaggio inglese di Stickleford giunge Wat Ollamoor, soprannominato "Zazzera" per via degli abbondanti capelli, un "musicista, bellimbusto e festaiolo", "uomo che piaceva alle donne in modo eccezionale".  Fra le fanciulle attratte da Zazzera e dalla sua musica vi è Car'line Aspent, la figlia del parroco, una ragazza carina ma nervosa, fidanzata con Ned Hipcroft, un meccanico serio e laborioso.  Quando Zazzera suona il violino, Car'line si sente spinta a danzare, come se non avesse più volontà. Ned, avendo appreso dalla stessa Car'line la preferenza della fanciulla per Zazzera, lascia il villaggio per recarsi a piedi Londra dove vi è grande offerta di lavoro per l'allestimento dell'Esposizione universale di Londra del 1851.
Quattro anni dopo, durante l'Esposizione universale, Ned riceve nel suo alloggio di Londra una lettera da Car'line la quale dichiara di essersi pentita del suo comportamento e chiede a Ned di perdonarla e sposarla. Ned accetta; quando però si reca alla stazione ferroviaria di Londra Waterloo per accogliere Car'line (in occasione dell'Esposizione è stata infatti aperta una tratta ferroviaria fra il Wessex e Londra), la giovane donna si presenta con Carry, una bambina nata della relazione con Zazzera. Ned, "senza ammettere apertamente che la perdonava, accettò in silenzio il destino mandatogli dal Cielo": sposa Car'line, riconosce come figlia, ricoprendola di affetto, la piccola Carry.
Terminata tuttavia l'Esposizione nell'autunno del 1851, Ned resta senza lavoro e decide con Car'line di ritornare nella terra di origine. Si recano in treno nel Wessex e scendono alla stazione di Castelbridge, la più vicina a Stickleford, il paese di origine. Qui, mentre Ned si mette alla ricerca di occasioni di lavoro, Car'line decide di recarsi immediatamente a piedi a Stickleford in compagnia della bambina. Lungo il tragitto Car'line si ferma in un'osteria per rifocillarsi, quando si rende conto che vi è anche Zazzera intento a suonare delle reel, antiche danze tradizionali scozzesi. Car'line tenta invano di sottrarsi alle danze,  spinta a danzare, come un'invasata e contro la sua volontà, finché non cade a terra esausta. Quando riprende i sensi, Zazzera è scomparso portando via la bambina. Qualche tempo dopo in paese si sparge la voce che la piccola Carry è stata vista ballare nelle piazze di alcune città dell'America al suono del violino di Zazzera, il quale evidentemente sfrutta a propria utilità la bambina.

## Critica
La novella, settimo e ultimo racconto della raccolta "Life's Little Ironies", è ritenuta una delle migliori fra quelle scritte da Thomas Hardy.  Come quasi tutte le opere di narrativa di Thomas Hardy, anche questa novella è ambientato in una regione che Hardy chiama "Wessex", dal nome di un regno medievale situato nella parte meridionale dell'Inghilterra prima della conquista normanna; ma i luoghi citati nelle sue opere celano sotto nomi di fantasia località reali.  L'Esposizione universale di Londra del 1851 nel Crystal Palace di Londra è un grande fattore di modernizzazione, di cui anche la provincia agricola riceve degli echi.  Sono presenti, in modo coerente ed equilibrato, temi che fanno riferimento contemporaneamente al magico (il suonatore di violino ricorda il pifferaio magico) e al quotidiano, all'antico (il violinista è un suonatore di antiche danze scozzesi) in piena civiltà moderna. Se Zazzera è una figura demoniaca, Ned, campagnolo industrioso e dignitoso paesano il quale oltre tutto è in grado di integrarsi senza difficoltà ai ritmi del lavoro industriale, è "il vero grande eroe del magico quotidiano".

## Edizioni
- Thomas Hardy, «The Fiddler of the Reels», Scribner's Magazine, Special Exhibition number, 13th May 1893
- Thomas Hardy, Il suonatore di danze scozzesi e altri racconti; a cura di Rosangela Barone, Milano, Moizzi, 1982; Milano: SugarCo, 2000, ISBN 88-7198-446-3
- «Il violinista delle danze scozzesi». In: Thomas Hardy, I tre sconosciuti e altri racconti; introduzione di Giovanni Luciani; scelta dei testi, prefazione e traduzione di Leonetta Bentivoglio, Milano: Garzanti, Coll. I grandi libri Garzanti n. 659, 2006, ISBN 88-11-36659-3
- Thomas Hardy, Il violinista delle danze scozzesi; traduzione di Leonetta Bentivoglio, Milano: Il Sole 24 ORE, Coll. I libri della Domenica n. 38, 20 febbraio 2012